# Klein Rönnau
Klein Rönnau là một đô thị ở huyện Segeberg, bang Schleswig-Holstein Segeberg, ở bang Schleswig-Holstein, Đức. Đô thị Klein Rönnau có diện tích 4,53 km², dân số thời điểm ngày 31 tháng 12 năm 2006 là 1434 người.